# Arno van Dessel
Arno van Dessel, né le 3 juillet 2003, est un joueur international belge de hockey sur gazon qui joue au poste de milieu de terrain au Royal Herakles HC.

## Biographie
Arno est né le 3 juillet 2003 en Belgique.

## Carrière

### En club
Arno joue au Royal Herakles HC en championnat belge entre la saison 2020-2021 et 2024-2025. Le 2 février 2025, il annonce sur les réseaux sociaux qu'il jouera pour le HC Bloemendaal dans le championnat néerlandais à partir de la saison 2025-2026.

### En équipe nationale

#### Espoirs
En décembre 2021, il faisait partie du noyau espoirs de la Belgique pour participer à la Coupe du monde 2021 à Bhubaneswar en Inde dont la Belgique termine 6e.
En juillet 2022, il faisait encore partie du noyau espoirs de la Belgique pour participer à l'Euro espoirs 2022 à Gand dont les U21 belges remportaient la médaille de bronze en battant l'Espagne 3 - 1 en match pour la 3e place, se qualifiant par la même occasion pour la Coupe du monde espoirs 2023 qui s'est déroulé en Malaisie à Kuala Lumpur en décembre 2023.

#### Seniors
Arno fait ses débuts chez les seniors le 20 mai 2022 contre l'Espagne en Pro League dont la Belgique a partagé l'enjeu 3 - 3 avec l'Espagne à Anvers en Belgique. À la fin de la saison 2021-2022 de la Pro League, il remporte tout de même la médaille d'argent avec la Belgique.
En décembre 2022, il fait partie du noyau B de la Belgique pour participer à la Ligue professionnelle 2022-2023 dont la Belgique remporte la médaille de bronze à la fin de la phase de ligue.
En août 2023, il enchaîne avec une médaille de bronze à l'Euro 2023 à Mönchengladbach,.
En septembre 2023, il fait définitivement partie du noyau de la Belgique pour participer au tournoi de qualification olympique 2024 à Valence en Espagne dont la Belgique s'est qualifiée pour les Jeux olympiques d'été de 2024 après sa victoire 4 - 0 contre la Corée du Sud en demi-finale, y compris à la Ligue professionnelle 2023-2024 dont la Belgique termine 5e à la fin de la phase de ligue,.
En février 2024, il fait partie du noyau de la Belgique pour participer à la Ligue professionnelle 2023-2024 dont la Belgique termine 5e à la fin de la phase de ligue,.
En août 2024, il fait partie du noyau de la Belgique pour le tournoi masculin des Jeux olympiques d'été de 2024 organisés à Paris dont la Belgique est éliminée en quarts de finale après sa défaite 3 - 2 contre l'Espagne,.
En septembre 2024, il fait partie de l'équipe première de la Belgique pour participer à la Ligue professionnelle 2024-2025 pour la session de décembre à Amsterdam aux Pays-Bas y compris pour le cycle 2024-2028 soit jusqu'à la Coupe du monde 2026 et aux Jeux olympiques de Los Angeles,.
En 2025, il fait définitivement partie de l'équipe première de la Belgique pour participer à la Ligue professionnelle 2024-2025 pour les sessions de Santiago del Estero en Argentine et d'Anvers en Belgique du 19 février à 29 juin 2025.

## Palmarès
- : 2e à la Ligue professionnelle 2021-2022
- : 3e à l'Euro espoirs 2022.
- : 3e à la Ligue professionnelle 2022-2023
- : 3e à l'Euro 2023.